# Valašské Meziříčí (část obce)
Valašské Meziříčí je evidenční část města Valašského Meziříčí. Územně je tato část identická s katastrálním územím Valašské Meziříčí-město. Rozkládá se jižně od řeky Bečvy a v současnosti má rozlohu 499,8353 hektarů. V katastru této části, která má městský charakter, se nachází i celé historické jádro města, které bylo v roce 1992 prohlášeno městskou památkovou zónou. K 16. prosinci 2011 je zde evidováno 110 ulic a 1526 adres.
V současných hranicích byla tato část vymezena teprve v období komunistického režimu a v podstatě zahrnuje území původního rozsahu katastrálního území Valašské Meziříčí a již zrušeného katastru Valašské Meziříčí-Horní Předměstí. Původně však tato část zasahovala i na pravý břeh řeky, kde zahrnovala nyní již zrušené katastrální území Valašské Meziříčí-Dolní Předměstí, které v současnosti náleží ke katastrálnímu území Krásno nad Bečvou.

## Pamětihodnosti

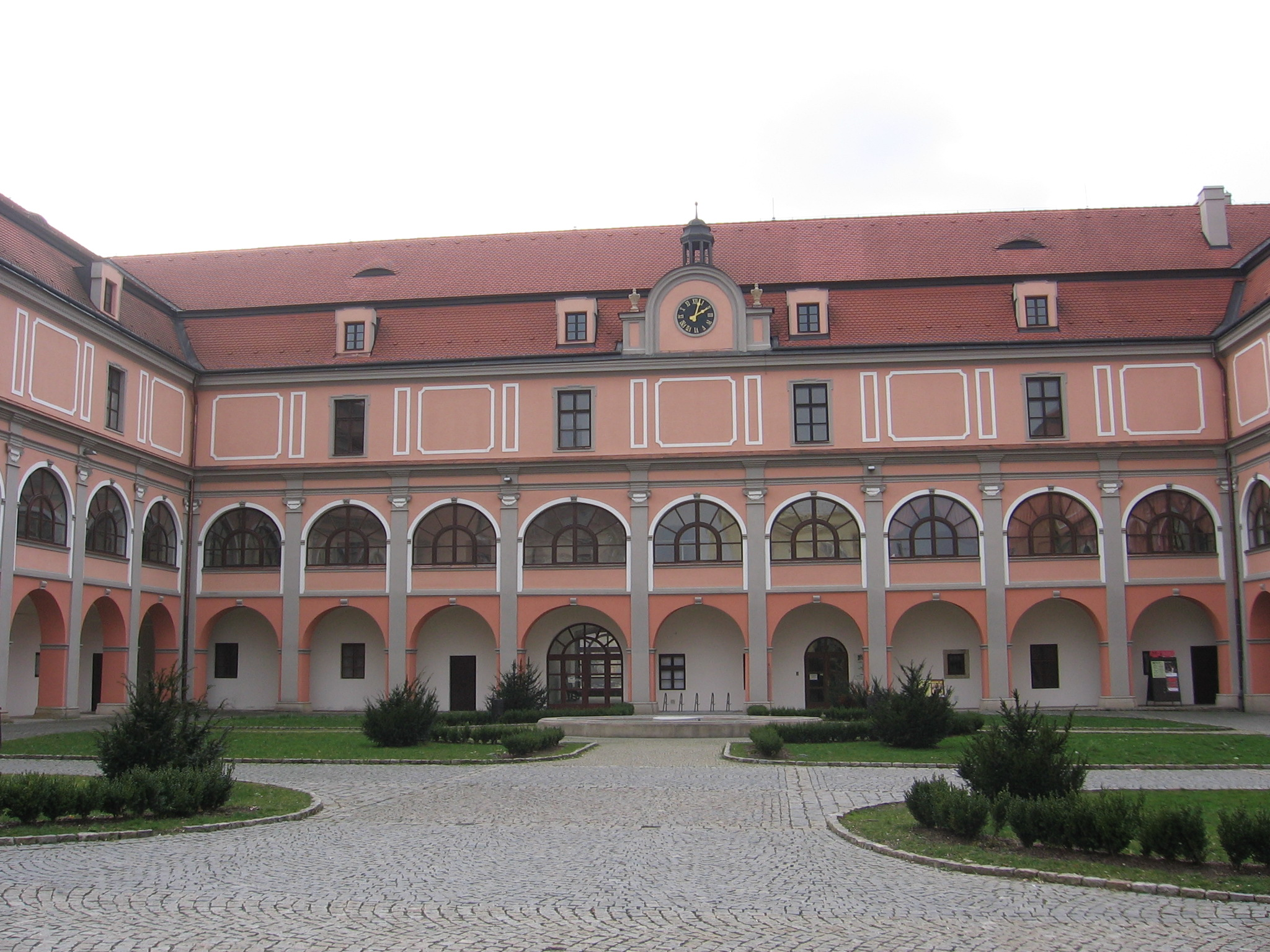
Zámek Žerotínů

### Zámek Žerotínů
Začal se stavět za vlády Jana z Pernštejna v roce 1538, dostavěli ho Žerotínové.
Ve 2. polovině 19. století byl využíván jako ženská trestnice.
Během válek se proměnil na vojenský lazaret. K severnímu křídlu přiléhá velmi hodnotný kamenný portál se znakem hrabat Žerotínů. Rozsáhlá rekonstrukce zahájená na sklonku minulého století umožnila učinit ze zámku Žerotínů centrum kulturního života města. V jeho prostorách s nachází divadelní sál. Suterén je vyhrazen pro M-klub, jedno z nejhezčích zařízení svého druhu v ČR.

### Kostel Nanebevzetí Panny Marie
Tento římskokatolický farní kostel, byl postaven v druhé polovině 17. století, na místě dřívějšího kostelíka z 13. století. V roce 1680 přibyla nová barokní kaple a v polovině 18. století byla barokně upravena hlavní loď. K původní stavbě v gotickém stylu, však byla v roce 1851 přistavěna renesanční věž.

### Kostel Nejsvětější Trojice
Je částečně roubená stavba, pochází z konce 16. století. Původně to byl renesanční hřbitovní kostel.
Nyní je zde soustředěna stálá expozice kamenných a dřevěných plastik architektonického, náhrobního a oltářního charakteru.
K nejzajímavějším exponátům lapidária patří nástěnný náhrobník Magdaleny Žernovské ze Žernoví a epitaf jejího otce Jana, obojí z konce 16. století. Kostel bývá příležitostně využíván také jako koncertní a výstavní síň. Přístupný je pouze o letních prázdninách.

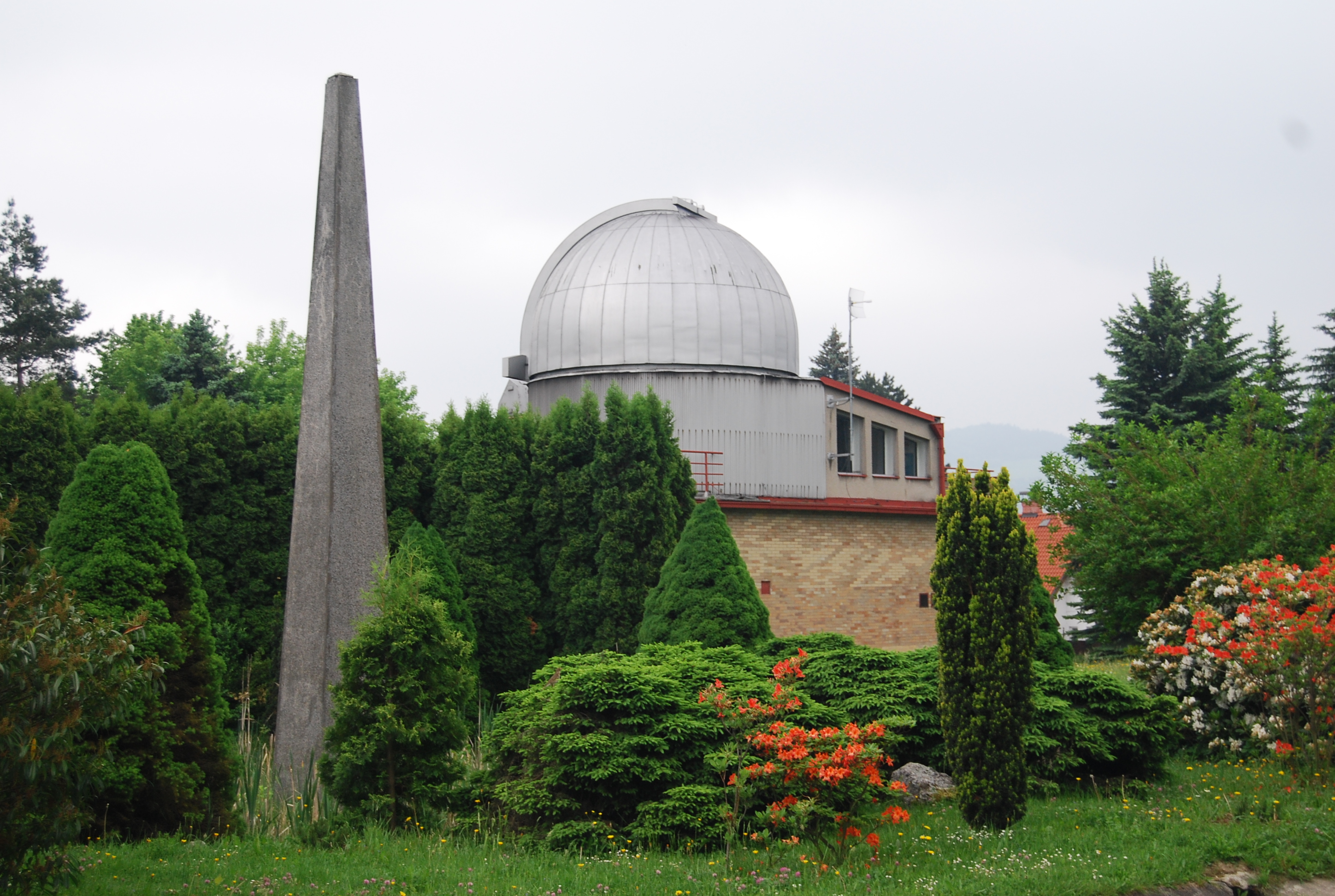
Hvězdárna Valašské Meziříčí

### Hvězdárna
Se nachází na jihu části, na kopci zvaném Stínadla. Pro veřejnost byla otevřena v roce 1955. Od roku 2001 je součástí Hvězdárny Valašské Meziříčí zrekonstruovaný historický objekt Ballnerovy hvězdárny z roku 1929, v němž byla zřízena malá výstavní síň. Hvězdárna Valašské Meziříčí je přístupná pro veřejnost každý pracovní den ve večerních hodinách.
Za příznivého počasí je možno pozorovat zajímavé objekty, jako je například Měsíc, planety, hvězdy, dvojhvězdy, mlhoviny, hvězdokupy apod. Hromadné návštěvy v počtu více než 10 osob si mohou návštěvu hvězdárny předem dohodnout na jakýkoliv termín. Hvězdárna pořádá během roku pravidelné přednášky pro veřejnost, víkendové semináře, organizuje astronomické kroužky, letní tábor pro mládež, doplňkovou výuku pro školy a další akce.
Hvězdárna Valašské Meziříčí se rovněž věnuje odborné pozorovatelské činnosti, a to především v oblasti pozorování Slunce, proměnných hvězd a měření okamžiků zákrytů hvězd tělesy Sluneční soustavy. V areálu hvězdárny se od roku 1957 nachází meteorologická stanice Českého hydrometeorologického ústavu.

### Ostatní památky
- Meziříčská radnice
- Dům U apoštolů

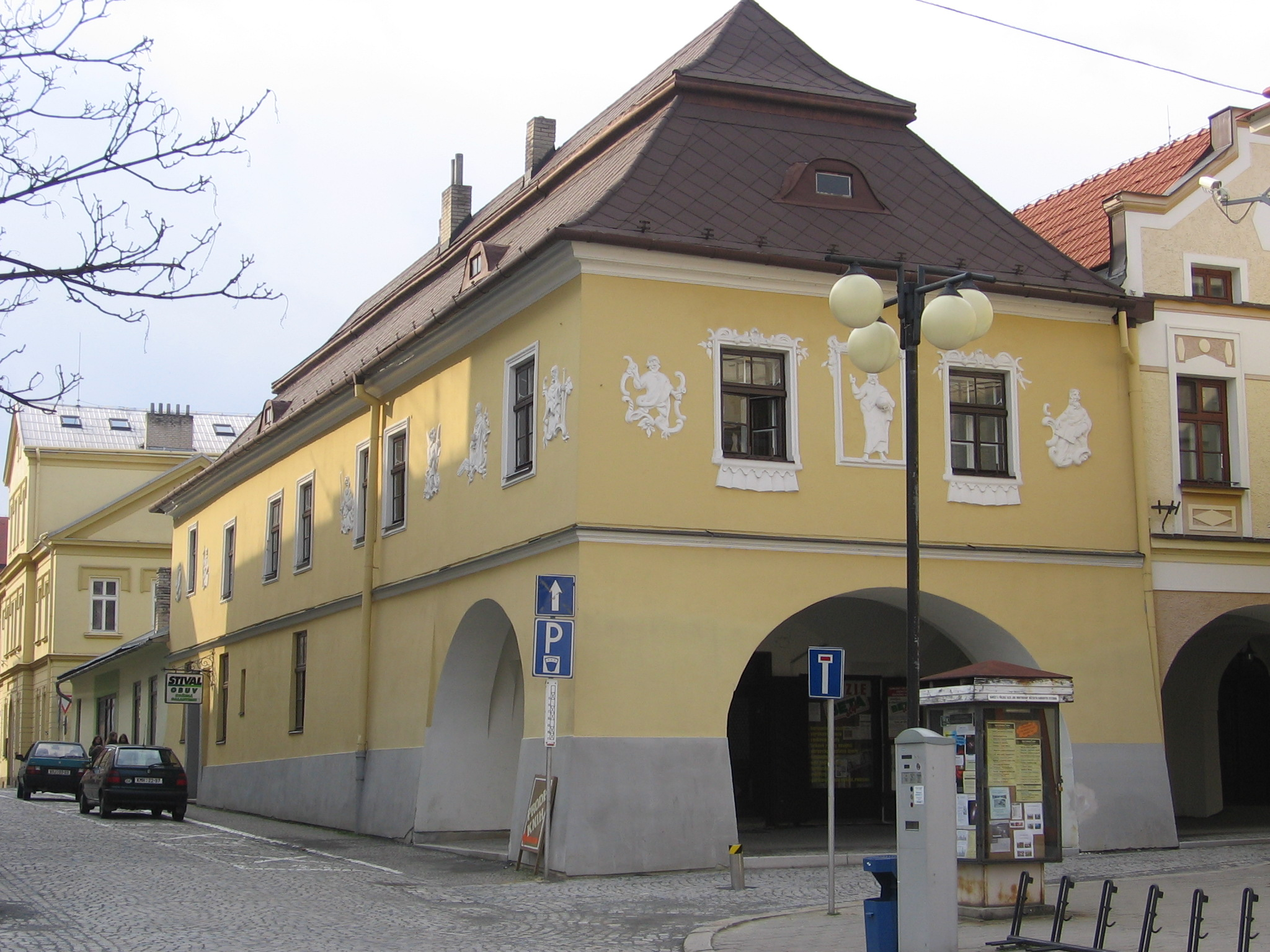
Dům U apoštolů

- Secesní Zemský ústav pro výchovu hluchoněmých dětí
- Barokní morový sloup se sochou Panny Marie
- Kostel s farou Českobratrské církve evangelické v Blahoslavově ulici